# Mai Trọng Nhuận
Mai Trọng Nhuận (sinh 1952 tại Hà Tĩnh) là Giáo sư, nhà quản lý sư phạm và là nguyên Giám đốc Đại học Quốc gia Hà Nội nhiệm kỳ 2007–2012. Ông là nhà nghiên cứu địa chất và tài nguyên môi trường, từng bảo vệ luận án tiến sĩ năm 1984 tại Trường Đại học Tổng hợp Hà Nội và được phong giáo sư năm 1996.

## Các sách đã xuất bản
- Mai Trọng Nhuận (1978). Thạch Luận. Nhà xuất bản Đại học chuyên nghiệp.
- Mai Trọng Nhuận (1984). Sách tra cứu tóm tắt về địa hoá, NXB Khoa học Kỹ thuật.
- Mai Trọng Nhuận (2001). Địa hóa môi trường. Nhà xuất bản Đại học Quốc gia Hà Nội.
- Mai Trọng Nhuận (chủ biên) (2007). Đất ngập nước ven biển Việt Nam. Nhà xuất bản Đại học Quốc gia Hà Nội, Hà Nội.
- Mai Trọng Nhuận (chủ biên) (2007). Kế hoạch hành động bảo tồn và phát triển bền vững đất ngập nước ven biển Việt Nam đến năm 2015. Nhà xuất bản Đại học Quốc gia Hà Nội, Hà Nội.
- Mai Trọng Nhuận (chủ biên) (2016). Mô hình đô thị ven biển có khả năng thích ứng với biến đổi khí hậu. NXB Đại học Quốc gia Hà Nội: Hà Nội.
- Trần Thục, Koos Neefjes, Tạ Thị Thanh Hương, Nguyễn Văn Thắng, Mai Trọng Nhuận, Lê Quang Trí, Lê Đình Thành, Huỳnh Thị Lan Hương, Võ Thanh Sơn, Nguyễn Thị Hiền Thuận, and Lê Nguyên Tường. 2016. "Báo cáo đặc biệt của Việt Nam về quản lý rủi ro thiên tai và các hiện tượng cực đoan nhằm thúc đẩy thích ứng với biến đổi khí hậu.
- Tổng Duy Thanh, Mai Trọng Nhuận và Trần Nghi (chủ biên). Bách Khoa thư Địa chất. NXB Đại học Quốc gia Hà Nội: Hà Nội.
- Mai Trọng Nhuận (chủ biên) (2020). Địa chất môi trường với phát triển bền vững Việt Nam: Công nghệ địa môi trường cho bảo vệ môi trường vùng khai thác và chế biến khoáng sản. NXB Đại học Quốc gia Hà Nội.